# ジャック・マクデヴィット
ジャック・マクデヴィット（Jack McDevitt、1935年 - ）は、アメリカ合衆国のSF作家。地球外生命とのコンタクト、（宇宙）考古学などをテーマとすることが多い。
1981年、短編 "The Emerson Effect"（The Twilight Zone Magazine）でデビュー。2年後処女長編 The Hercules Text を出版。人工的に作られた信号が発見され、その余波が人類文明を脅かすという話である。その後の作品も同様の傾向のものが多く、なんらかのファースト・コンタクトを描いている。未知のものへの恐怖とセンス・オブ・ワンダーの入り混じったトーンのものが多い。
The Engines of God（1994年）では、かつて宇宙には知的生命体が溢れていたが、今では遺物しか残っていないという設定を導入した。その後同じ主人公の作品を5作書いている。
『探索者』は2006年のネビュラ賞 長篇小説部門を受賞した。それまで14回もノミネートされたことがあったが、『探索者』で初めてのネビュラ賞受賞となった。

## 経歴
フィラデルフィアのラ・サール大学を卒業。同大学で毎年行われている Freshman Short Story Contest で優勝し、大学の文芸誌 Four Quarters にその作品が掲載されたことがある。後にインタビューで次のように述べている。

私は『デイヴィッド・コパフィールド』を読んで、とてもこんなレベルの小説は書けないと思った。だから他の道を探すしかなかった。海軍に入隊し、タクシー運転手をし、英語教師になり、北の国境線で税関の検査官の職を得た。四半世紀は小説を書かなかった。

1980年、マクデヴィットは妻に勧められて再び小説を書き始めた。2007年現在、ジョージア州ブランズウィック近郊に住んでいる。

## 日本語訳作品一覧

### 長編
- 《アレックス・ベネディクト》シリーズ
  - ハリダンの紋章 A Talent for War (1989)
  - 探索者 Seeker (2005)

### 短編
- クリプティック "Cryptic" (1983)
- 約束 "Promises to Keep" (1984)
- フォート・マクシー分館にて "The Fort Moxie Branch" (1988)
- 標準ローソク "Standard Candles" (1994)
- 申命記のなかを旅して "Cruising Through Deuteronomy" (1995)

## 受賞歴
- ローカス賞 第一長篇部門 (1987) : The Hercules Text
- ジョン・W・キャンベル記念賞 (2004) : Omega
- ネビュラ賞 長篇小説部門 (2006) : 『探索者』